# Convolvulus verecundus
Convolvulus verecundus är en vindeväxtart som beskrevs av Harry Howard Barton Allan. Convolvulus verecundus ingår i släktet vindor, och familjen vindeväxter. Inga underarter finns listade i Catalogue of Life.